# Русаков, Климент Сергеевич
Климе́нт Серге́евич Русако́в (1904—1996) — советский военный, участник Великой Отечественной войны. Герой Советского Союза (1945). Полковник.

## Биография
Родился 4 февраля 1904 года в семье крестьянина. Русский. Образование неполное среднее.
В Рабоче-крестьянской Красной Армии служил в 1921—1937 годах. В 1924 году окончил 2-е Московское пехотное училище, а в 1932 году — Курсы усовершенствования командного состава. Командовал взводом, ротой и батальоном в 18-й стрелковой дивизии (город Ярославль). После увольнения со службы хил в Ярославле, работал бригадиром ремонтников на заводе «Свободный труд».
Вновь в Красной Армии с июня 1941 года. На фронтах Великой Отечественной войны с февраля 1942 года. К июлю 1944 года командовал 240-м стрелковым полком 117-й Познанской Краснознамённой ордена Суворова стрелковой дивизии 69-й армии на 1-м Белорусском фронте. Полковник.
Полк под командованием Русакова в ночь на 31 июля 1944 года на подручных средствах с ходу форсировал реку Висла и захватил плацдарм у села Бохотница (Польша). В боях за удержание и расширение занятых рубежей были отбиты многочисленные контратаки врага, уничтожено много его живой силы и техники.
В боях с 15 по 20 августа 1944 года по расширению плацдарма на западном берегу реки Висла показал умение руководить боевыми действиями подразделений полка. За время проведенной операции полком уничтожено до 200 солдат и офицеров противника, 20 огневых точек, 2 орудия, 1 миномёт, захвачено 10 пленных, 6 пушек 75-мм, 3 зенитные автоматические пушки, 12 пулемётов, 70 винтовок, 22 автомата, 75 тысяч винтовочных патронов, 5000 снарядов и другое военное имущество. За правильную организацию боя и расширение плацдарма на берегу реки Висла Климент Русаков награждён орденом Александра Невского.
С 23 сентября 1944 года назначен заместителем командира 117-й стрелковой дивизии.
Указом Президиума Верховного Совета СССР от 24 марта 1945 года за образцовое выполнение боевых заданий командования на фронте борьбы с немецко-фашистскими захватчиками и проявленные при этом мужество и героизм полковнику Клименту Сергеевичу Русакову присвоено звание Героя Советского Союза с вручением ордена Ленина и медали «Золотая Звезда».
Войну закончил на Эльбе. После Победы продолжил службу в армии. В 1947 году окончил курсы при Военной академии имени М. В. Фрунзе. Служил командиром мотострелковой дивизии. Позднее занимал должность заместителя начальника Винницкого военно-технического училища имени Богдана Хмельницкого. В запасе с 1957 года. Жил в Виннице. Был персональным пенсионером союзного значения.  Умер 27 мая 1996 года. Похоронен на Центральном кладбище города.

## Награды
- два ордена Ленина (24.03.1945; 15.11.1950);
- четыре ордена Красного Знамени (27.12.1943; 30.06.1945; 6.05.1946; 30.12.1956);
- орден Суворова 3-й степени (25.08.1944);
- орден Александра Невского (28.09.1944);
- орден Отечественной войны 1-й степени (11.03.1985);
- орден Красной Звезды (3.11.1944);
- медали.